# Erythromycin/isotretinoin
Erythromycin/isotretinoin (tên thương mại Isotrexin) là một bôi gel với hai hoạt chất: erythromycin 2% w/w và isotretinoin 0,05% w/w với một dấu hiệu chính để điều trị vừa phải vulgaris mụn.
Isotretinoin là một dẫn xuất dược phẩm của axit retinoic (một chất chuyển hóa của vitamin A). Cơ chế hoạt động của nó được cho là liên quan đến việc giảm lượng bã nhờn do tuyến bã nhờn trên bề mặt da sản xuất.
Erythromycin là một loại kháng sinh macrolide kìm khuẩn được sử dụng để điều trị nhiễm khuẩn, bao gồm cả việc ức chế vi khuẩn liên quan đến mụn trứng cá, ví dụ như Cutibacterium acnes. Cơ chế hoạt động chưa được hiểu rõ.

## Tác dụng phụ
Erythromycin/isotretinoin có thể gây ra một số tác dụng phụ, từ rất phổ biến đến hiếm gặp. Hầu hết các tác dụng phụ ảnh hưởng đến da và chỉ có tác dụng tại chỗ. Một số tác dụng phụ có liên quan đến độc tính vitamin A. 
| Rất phổ biến (≥ 1/10) | Thường gặp (100 1/100, <1/10) | Tần số không xác định |
| --------------------- | ----------------------------- | --------------------- |
| Đau da                | Viêm da                       | Dị ứng                |
| Phát ban              |                               | Sưng mặt              |
| Xeroderma (da khô)    |                               | Tổ ong                |
| Viêm mũi (ngứa da)    |                               | Đau bụng              |
| Cảm giác nóng rát da  |                               | Bệnh tiêu chảy        |
| Erythematous (đỏ da)  |                               | Nhạy cảm với da       |
| Kích ứng da           |                               | Thay đổi màu da       |
| Lột da hoặc đóng vảy  |                               |                       |